# 呉羽村
呉羽村（くれはむら）は、かつて富山県婦負郡にあった村。

## 沿革
- 1940年（昭和15年）5月1日 - 婦負郡西呉羽村及び古沢村が合併して、婦負郡呉羽村が発足する。
- 1954年（昭和29年）3月1日 - 婦負郡呉羽村、長岡村、寒江村及び射水郡老田村が合併して、婦負郡呉羽町が発足する。